# Jason Marshall (rugby à XV)
Pour les articles homonymes, voir Jason Marshall et Marshall.
Pas d'image ? Cliquez ici

a Compétitions nationales et continentales officielles uniquement.

b Matchs officiels uniquement.
Dernière mise à jour le 6 mai 2020.
Jason Marshall, né le 5 février 1985 à North Vancouver (Colombie-Britannique - Canada), est un joueur de rugby à XV, qui joue avec l'équipe du Canada, évoluant au poste de pilier.

## Carrière
Jason Marshall est né le 5 février 1985 à North Vancouver dans la région de Colombie-Britannique au Canada, il évolue avec le club de BC Bears dans le championnat canadien de rugby à XV.
Il dispute son premier test match le 22 novembre 2008 contre l'équipe d'Écosse, il dispute quatre matchs de la coupe du monde de 2011.
Jason Marshall rejoint le club d'Aurillac en Pro D2 en 2011, il joue 37 matchs en deux saisons, il évolue ensuite à La Rochelle puis il joue avec la province de Hawke's Bay en Nouvelle-Zélande en ITM Cup avant de rejoindre le SU Agen fin 2014. Il dispute dix rencontres consécutives et il est conservé pour la saison suivante.

### Palmarès en Coupe du monde
| Édition               | Rang       | Résultats Canada | Résultats Marshall | Matchs Marshall |
| --------------------- | ---------- | ---------------- | ------------------ | --------------- |
| Nouvelle-Zélande 2011 | 4e Poule A | 1 v, 1 n, 2 d    | 1 v, 1 n, 2 d      | 4/4             |

Légende : v = victoire ; n = match nul ; d = défaite.

### En équipe nationale
Depuis 2008, Jason Marshall dispute 30 matchs avec l'équipe du Canada et inscrit 15 points soit 3 essais. Il participe notamment à une coupe du monde en 2011. Il dispute quatre rencontres de Coupe du monde en une participation.